# Bay Middleton
William George « Bay » Middleton (1846 - 9 avril 1892) est un cavalier anglais célèbre au XIXe siècle. 

## Biographie
Il doit son surnom de Bay, soit à la couleur de ses cheveux, soit en raison du nom du cheval vainqueur du Derby d'Epsom en 1836.
En 1865, il est cantonné à Cahir dans le comté de Tipperary au sein du 12e régiment des lanciers royaux (cavalerie). Il remporte sa première victoire en 1867 à Cork Park. Il est l'écuyer de John Spencer (5e comte Spencer), lord lieutenant d'Irlande de 1869-1874 puis entre 1882-1885.
En 1870, il intègre l'équipe du lord lieutenant en tant que aide de camp à Viceregal Lodge, Dublin et est élevé au grade de capitaine. Middleton est l'un des meilleurs et des plus populaires cavaliers du Royaume-Uni. 
Invité au château de Gödöllő en Hongrie, rendez-vous de chasse de l'empereur François-Joseph et de l'aristocratie austro-hongroise, Middleton fait la connaissance l'impératrice Élisabeth qu'il rencontre par la suite sur le continent à plusieurs reprises au point que le bruit (probablement faux) court qu'il existe entre eux une liaison amoureuse. Quand l'impératrice d'Autriche vient chasser en Irlande, il lui sert d'écuyer, et chasse aussi à ses côtés pendant les nombreux séjours que l'impératrice fait en Angleterre entre 1874 et 1882. 
Le 25 octobre 1882 Middleton épouse Charlotte Baird, fille de William Baird, Esq. of Elie. Ils ont une fille, Violet Georgina, née en 1886.
Il est à plusieurs reprises le vainqueur des steeples les plus éprouvants, notamment le Punchestown en Irlande. Il est également un excellent joueur de criquet et fait partie du Jockey Cricket Club
Selon certaines sources, Georges « Bay » Middleton aurait été le véritable père de Clémentine Hozier qui deviendra l'épouse de Sir Winston Churchill et dont la mère, Lady Blanche Hozier, issue d'une grande famille écossaise, aurait fréquenté le beau et grand cavalier .